# Finnvox Studios

Logo des Finnvox Studios

Finnvox Studios ist ein Musikproduktions-Unternehmen in Helsinki, Finnland. Finnvox bietet Aufnahmemöglichkeiten, Mixing und Mastering. Es gilt als größtes und bekanntestes Tonstudio in Finnland und ist insbesondere bei Metal-Bands beliebt.

## Entwicklung
Im Jahr 1965 wurde das Studio A der Finnvox Studios mit einem 4-Track-Recorder gegründet. Es war das erste Studio in Finnland, das auf Recording spezialisiert war. Bis 1997 stellte das Studio auch selbst Vinyl-Schallplatten her. Bereits 1967 wurden die Studios B und C eröffnet. 1969 wurde ein 8-Track-Recorder angeschafft. Ab 1974 wurden auch Kassetten in den Finnvox Studios produziert und vervielfältigt. In den Jahren 1980, 1988, 1993, 1997 und 1999 wurde jeweils ein weiteres Studio eröffnet.

## Beschreibung
Heute besteht Finnvox Studios aus acht Studios: fünf für Aufnahmen und drei für Mastering. Eins der Aufnahmestudios ist auf die Aufnahme von Gesang spezialisiert. In den letzten Jahren ist die Produktion im 5.1-Format immer bedeutender geworden. Finnvox Studios wird von Risto Hemmi und Minkku Peltonen geleitet. Das Gebäude hat auf zwei Etagen eine Fläche von 2000 Quadratmetern.

## Bekannte Mitarbeiter
- Pedro Hietanen
- Mika Jussila
- Mikko Karmila
- Juha Laakso
- Pauli Saastamoinen
- Arto Tuunela

## Bekannte Kunden
- Amorphis
- Apocalyptica
- Bomfunk MC’s
- Children of Bodom
- Edguy
- Eluveitie
- Ensiferum
- Finntroll
- HIM
- Moonspell
- Nightwish
- Stratovarius
- Tiamat
- Värttinä
- Wintersun